# Lynn Vincent
Lynn Vincent, née en 1962 à Springfield (Massachusetts), est une journaliste et écrivaine américaine.
Vétérane de l'US Navy où elle occupait le poste de contrôleur aérien, elle est aujourd'hui auteur et journaliste pour le magazine protestant américain WORLD. Elle s'exprime principalement sur des sujets de politique américaine.
De sensibilité conservatrice, elle collabore à plusieurs ouvrages, dont les mémoires de la personnalité politique Sarah Palin en 2009 Going Rogue : An American Life.